# Código fuente

Una ilustración de código fuente Java con comentarios prólogo indicados en rojo, comentarios en línea indicados en verde, y sentencias de programa indicadas en azul.

El código fuente de un programa informático (o software) es un conjunto de líneas de texto con los pasos que debe seguir la computadora para ejecutar un cargador.
El código fuente de un programa está escrito por un programador en algún lenguaje de programación legible por humanos, normalmente en forma de texto plano. Sin embargo, el programa escrito en un lenguaje legible por humanos no es directamente ejecutable por la computadora en su primer estado, sino que debe ser traducido a otro lenguaje o código binario; así será más fácil para la máquina interpretarlo  (lenguaje máquina o código objeto que sí pueda ser ejecutado por el hardware de la computadora). Para esta traducción se usan los llamados compiladores, ensambladores, intérpretes y otros sistemas de traducción.
El término código fuente también se usa para hacer referencia al código fuente de otros elementos del software, como, por ejemplo, el código fuente de una página web, que está escrito en lenguaje de marcado HTML o en Javascript, u otros lenguajes de programación web, y que es posteriormente ejecutado por el navegador web para visualizar dicha página cuando es visitada.
El área de la informática que se dedica a la creación de programas, y por tanto a la creación de su código fuente, es la ingeniería de software.

## Licencias
Un aspecto interesante a tener en cuenta cuando se habla del código fuente de un programa informático es si su licencia permite que dicho código fuente esté disponible para que cualquiera pueda estudiarlo, modificarlo o reutilizarlo. Cuando se cumple este aspecto se dice que el programa es de código abierto y son, en general, software libre, en contraposición al software privativo sobre el cual no se tiene ninguno de estos permisos.